# Врандук (Зеница)
Врандук је насељено мјесто у Босни и Херцеговини у општини Зеница које административно припада Федерацији Босне и Херцеговине. Према попису становништва из 1991. у насељу је живјело 625 становника.

## Географија
Овдје се налази Тврђава Врандук.

## Становништво
| Националност       | 1991.        | 1981. | 1971. |
| Срби               | 0            |       |       |
| Муслимани          | 617 (98,72%) |       |       |
| Хрвати             | 0            |       |       |
| Југословени        | 1 (0,16%)    |       |       |
| остали и непознато | 7 (1,12%)    |       |       |
| Укупно             | 625          | '     | '     |